# Apteronotidae

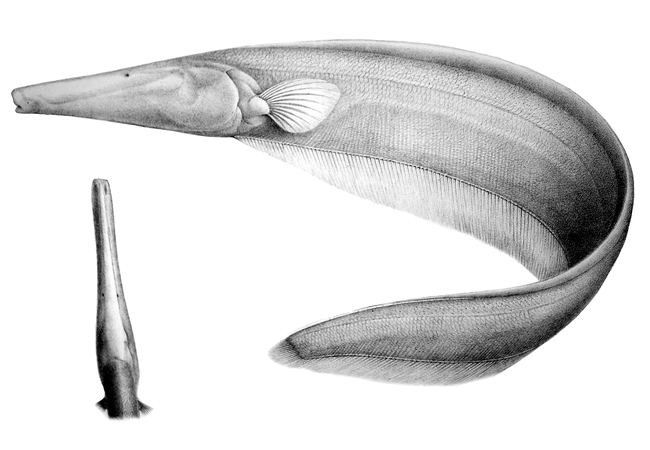
Orthosternarchus tamandua.

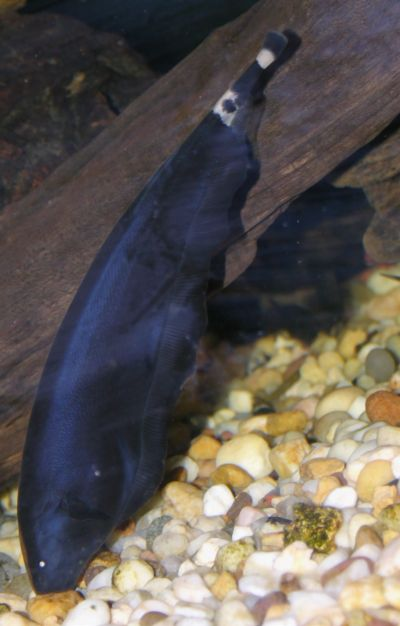
Caballo (Apteronotus albifrons).

Los Apteronotidae son una familia de peces de agua dulce, incluida en el orden Gymnotiformes, distribuidos por ríos y lagos de América del Sur. Su nombre procede del griego: aptero (sin aletas) + noton (espalda, posterior), por su característica ausencia de aleta dorsal.

## Morfología
Se parecen al resto de los peces de su orden en que tienen un cuerpo en forma de cuchillo o cilíndrico más o menos comprimido, han perdido las aletas pélvicas y la aleta dorsal, siendo la aleta anal extremadamente larga y ondulada para permitir a estos peces moverse tanto hacia delante como hacia atrás; también poseen un órgano que genera descargas eléctricas de alta frecuencia.
Se diferencian del resto de los peces de su orden en que son los únicos que poseen aleta caudal y, aunque no es una aleta dorsal, también un órgano filiforme que sale del dorso; también se diferencian del resto de su orden en los siguientes caracteres: ojos muy pequeños, líneas laterales sensoriales conectadas por delante con los ojos, huesos infraorbitales osificados en forma de delgado tubo, aberturas nasales anteriores localizadas fuera de la boca, así como una o dos filas de dientes cónicos en ambos maxilares.

## Importancia para los humanos
Las especies de esta familia no son una importante fuente de alimentación humana, aunque tienen cierta importancia ecológica por su abundancia en algunos ríos de la Amazonia occidental.
Dos especies, Apteronotus albifrons y A. leptorhynchus, son usadas en acuariofilia.

## Géneros y especies
El número total de géneros y especies se encuentra en revisión y no puede ser estimado con confianza, pues continuamente se descubren nuevas especies. Existen 59 especies válidas, agrupadas en 15 géneros:
- Género Adontosternarchus (Ellis, 1912)
  - Adontosternarchus balaenops (Cope, 1878) - Macana
  - Adontosternarchus clarkae (Mago-Leccia, Lundberg y Baskin, 1985) - Anguila
  - Adontosternarchus devenanzii (Mago-Leccia, Lundberg y Baskin, 1985)
  - Adontosternarchus nebulosus (Lundberg y Fernandes, 2007)
  - Adontosternarchus sachsi (Peters, 1877)
- Género Apteronotus (Lacepède, 1800)
  - Apteronotus albifrons (Linnaeus, 1766) - Cuchillo caballo
  - Apteronotus apurensis (Fernández-Yépez, 1968)
  - Apteronotus bonapartii (Castelnau, 1855) - Macana perro
  - Apteronotus brasiliensis (Reinhardt, 1852)
  - Apteronotus camposdapazi (de Santana y Lehmann A., 2006)
  - Apteronotus caudimaculosus (de Santana, 2003)
  - Apteronotus cuchillejo (Schultz, 1949) - Pez cuchillejo
  - Apteronotus cuchillo (Schultz, 1949) - Cuchillo
  - Apteronotus ellisi (Alonso de Arámburu, 1957)
  - Apteronotus eschmeyeri (de Santana, Maldonado-Ocampo, Severi y Mendes, 2004) - Mayupa o Mayupa negra
  - Apteronotus galvisi (de Santana, Maldonado-Ocampo y Crampton, 2007)
  - Apteronotus jurubidae (Fowler, 1944)
  - Apteronotus leptorhynchus (Ellis, 1912) - Cuchillo
  - Apteronotus macrolepis (Steindachner, 1881) - Anguila
  - Apteronotus macrostomus (Fowler, 1943)
  - Apteronotus magdalenensis (Miles, 1945)
  - Apteronotus magoi (de Santana, Castillo y Taphorn, 2006)
  - Apteronotus mariae (Eigenmann y Fisher, 1914)
  - Apteronotus milesi (de Santana y Maldonado-Ocampo, 2005)
  - Apteronotus rostratus (Meek y Hildebrand, 1913) - Anguila
  - Apteronotus spurrellii (Regan, 1914) Morena
- Género Compsaraia (Albert, 2001)
  - Compsaraia compsus (Mago-Leccia, 1994)
  - Compsaraia samueli (Albert y Crampton, 2009)
- Género Magosternarchus (Lundberg, Cox Fernandes y Albert, 1996)
  - Magosternarchus duccis (Lundberg, Cox Fernandes y Albert, 1996)
  - Magosternarchus raptor (Lundberg, Cox Fernandes y Albert, 1996)
- Género Megadontognathus (Mago-Leccia, 1994)
  - Megadontognathus cuyuniense (Mago-Leccia, 1994)
  - Megadontognathus kaitukaensis (Campos-da-paz, 1999)
- Género Orthosternarchus (Ellis, 1913)
  - Orthosternarchus tamandua (Boulenger, 1898)
- Género Parapteronotus (Albert, 2001)
  - Parapteronotus hasemani (Ellis, 1913)
- Género Pariosternarchus (Albert y Crampton, 2006)
  - Pariosternarchus amazonensis (Albert y Crampton, 2006)
- Género Platyurosternarchus (Mago-Leccia, 1994)
  - Platyurosternarchus macrostomus (Günther, 1870) - Anguila
- Género Porotergus (Ellis, 1912)
  - Porotergus gimbeli (Ellis, 1912)
  - Porotergus gymnotus (Ellis, 1912)
- Género Sternarchella (Eigenmann, 1905)
  - Sternarchella curvioperculata (Godoy, 1968)
  - Sternarchella orthos (Mago-Leccia, 1994)
  - Sternarchella schotti (Steindachner, 1868)
  - Sternarchella sima (Starks, 1913)
  - Sternarchella terminalis (Eigenmann y Allen, 1942)
- Género Sternarchogiton (Eigenmann, 1905)
  - Sternarchogiton labiatus (de Santana y Crampton, 2007)
  - Sternarchogiton nattereri (Steindachner, 1868)
  - Sternarchogiton porcinum (Eigenmann y Allen, 1942)
  - Sternarchogiton preto (de Santana y Crampton, 2007)
- Género Sternarchorhamphus (Eigenmann, 1905)
  - Sternarchorhamphus muelleri (Steindachner, 1881) - Machete, Macana, Cuchillo o Anguila
- Género Sternarchorhynchus (Castelnau, 1855)
  - Sternarchorhynchus britskii (Campos-da-Paz, 2000)
  - Sternarchorhynchus caboclo (de Santana y Nogueira, 2006)
  - Sternarchorhynchus curumim (de Santana y Crampton, 2006)
  - Sternarchorhynchus curvirostris (Boulenger, 1887) - Anguila
  - Sternarchorhynchus gnomus (de Santana y Taphorn, 2006)
  - Sternarchorhynchus mesensis (Campos-da-Paz, 2000)
  - Sternarchorhynchus mormyrus (Steindachner, 1868)
  - Sternarchorhynchus oxyrhynchus (Müller y Troschel, 1849) - Anguila
  - Sternarchorhynchus roseni (Mago-Leccia, 1994)
  - Sternarchorhynchus severii (de Santana y Nogueira, 2006)
- Género Tembeassu (Triques, 1998)
  - Tembeassu marauna (Triques, 1998)